# HMS Sedgemoor (1687)
HMS Sedgemoor — английский 50-пушечный линейный корабль четвёртого ранга. Спущен на Королевской верфи в Чатеме в 1687 году.. Разбился в 1689 году.